# Nocardiose
Nocardiose (ook wel Nocardiosis genaamd) is een ernstige systemische en opportunistische infectie bij personen met een verlaagde weerstand door ziekte of een onderdrukt immuunsysteem door medicatie, bijvoorbeeld na een transplantatie.

## Besmetting
De ziekte wordt veroorzaakt door Nocardia-bacteriën (voornamelijk Nocardia asteroides). Dit zijn schimmelachtige bacteriën, die voorkomen in (humusrijke) grond en op rottende organische materie. Daarnaast bestaat er tevens een tropische variant van de ziekte, Mycetoma genaamd, die veelal veroorzaakt wordt door Nocardia brasiliensis.
Nocardiosis kan zowel mens als dier treffen. De wijze van besmetting gebeurt in een meerderheid van de gevallen (80%) door een invasieve longbesmetting door middel van inademing via de luchtwegen. In een kleine minderheid van de gevallen (20%) wordt de ziekte veroorzaakt door cellulitis. In dit geval is er sprake van een verwonding die besmet raakt met voorgenoemde bacterie, zoals bij het prikken aan een doorn.
Ook kan de bacterie het lichaam binnendringen door het eten van besmette grond, wat men vaak bij kleine kinderen en jachthonden ziet. Bij katten is het vaak een vreemd voorwerp in de keel, zoals een grashalm die is blijven steken, die aanleiding geeft tot ontsteking. Het zijn zulke ontstekingshaarden in het lichaam, waar dan ook, waardoor de weerstand tijdelijk kan verminderen en de bacterie de kans krijgt toe te slaan.
De gastheer heeft in (bijna) alle gevallen een verminderde weerstand. Er zijn gevallen gerapporteerd van mensen die positief testten op nocardia, maar door hun normale weerstand enkele weken later zonder hulp van medicatie, opnieuw negatief blijken. Dit wijst erop dat een gezond persoon de bacterie opneemt, zonder ziek te worden. Slechts uitzonderlijk breekt de ziekte uit bij patiënten met een normaal functionerend immuunsysteem, die de bacterie herhaaldelijk inhaleerden.

## Ziekteverloop
De ziekte presenteert zich in een meerderheid van de gevallen door middel van een pneumonie (longontsteking), die zich vervolgens uitbreidt naar de pleuraholte. Een ernstige infectie van de pleuraholte (pyothorax) resulteert meestal in een grote hoeveelheid etter. Hierdoor krijgen de longen van de patiënt minder ruimte om uit te zetten waardoor minder zuurstof wordt opgenomen. Er zijn zowel acuut als chronisch verlopende longontstekingen bekend (de laatste wordt soms voor tuberculose gehouden). De longafwijkingen komen voor als infiltraten.
Daarnaast verspreidt de ziekte zich in 1/3de van de gevallen ook naar andere organen, waaronder de nieren, lever, botten, centraal zenuwstelsel en/of hersenen. In het laatstgenoemd geval met encefalitis (hersenontsteking) of hersenabcessen tot gevolg. Wanneer de ziekte zich verspreidt naar andere organen, spreekt men van disseminated nocardiosis.
De cellulitis-variant blijft veelal tot de huid beperkt, hierbij treden vaak subcutane (onderhuidse) abcessen op. Dit ziektebeeld treedt ook bij verder gezonde patiënten op. Bij deze vorm van nocardiose is er meestal sprake van de behandeling van een wonde, waarbij antibiotica niet hebben gewerkt (bv. bij een reeds verzwakt immuunsysteem) en de wond geresulteerd heeft in een drainage kanaal of een niet genezende huidzweer. De prognose van Nocardiose van de huid is gunstig.

## Symptomen
De belangrijkste symptomen van de pulmonaire variant zijn hoesten, koorts, borstpijn bij het ademhalen, nachtelijk zweten, braken (van bloed) en gewichtsverlies.
Indien het centraal zenuwstelsel en/of hersenen zijn aangetast zijn de belangrijkste indicators hoofdpijn, hartkloppingen, lethargie, verwardheid, epileptisch insult, of het plotseling uitvallen van vitale (neurologische) functies zoals het zicht, het gehoor, de tastzin, de evenwichtszin, etc.
Een disseminated nocardiosis kenmerkt zich door zweten, koorts, gewichtverlies, neurologische aandoeningen en afscheidingen van neus of ogen. Dit doet denken aan een distemper virusinfectie zoals de hondenziekte (frans: Maladie de Carré) of een algemene schimmelinfectie zoals coccidioidomycosis.

## Diagnose
De diagnose is door de algemeenheid van de klachten veelal moeilijk te stellen. Daarbij komt dat er voor een routine groei op reincultuur in een laboratorium vaak onvoldoende tijd is, mede doordat het staal dient doorgestuurd te worden naar een referentielaboratorium voor het bepalen van de species.
Doordat de bacterie echter tot de zuurvaste staven behoort, wordt in klinische laboratoria veelal gebruikgemaakt van een gemodificeerde Ziehl-Neelsen-kleuring zoals de Fite-Faracomethode. Infiltratie en pleurale effusie kunnen vaak vastgesteld worden met Röntgenfoto's.

## Behandeling
De behandeling van nocardiose gebeurt door het langdurig toedienen van antibiotica en indien nodig een chirurgische ingreep. De eerste keus is een sulfonamide, waarbij meestal co-trimoxazol wordt gebruikt. Daarnaast worden ook Imipenem, amikacine en derde generatie cefalosporinen gebruikt. Een nieuwe therapie bestaande uit een medicijnencocktail van sulfonamide, ceftriaxone en amikacine levert positieve resultaten op bij ernstige infecties. Penicilline is bij ongeveer 40% van de gevallen effectief.
Als er sprake is van pyothorax kan het nodig zijn om chirurgisch een drainagebuisje in te planten, waardoor de patiënt gehospitaliseerd en gemonitord dient te worden. Holtevorming (abces) komt vaak voor. Deze dienen eventueel geopend en gedraineerd te worden door chirurgisch onderzoek.
Nocardiose is een ernstige aandoening en kan een moeilijke te controleren infectieziekte zijn die de dood tot gevolg kan hebben. Zelfs met gepaste en intensieve verzorging.
Bij het opduiken van gevallen van Nocardiose in de omgeving is dan ook extra waakzaamheid geboden.